# Pistolet automatyczny

Pistolet automatyczny Beretta 93R

Pistolet automatyczny – rodzaj pistoletu, którego automatyka umożliwia prowadzenie ognia ciągłego.
Broń tego typu ma w założeniu łączyć zalety pistoletu samopowtarzalnego (małe gabaryty) oraz pistoletu maszynowego (siła ognia). Zazwyczaj jednak masa pistoletów automatycznych jest zbyt mała aby zapewnić odpowiednią stabilność przy ogniu seryjnym, natomiast próby jej polepszenia poprzez zwiększenie masy, rozmiarów i dołączanie kolby, upodabnia je już do kompaktowych pistoletów maszynowych. Cechy te sprawiają, że pistolety automatyczne stały się w zasadzie ślepą uliczką w rozwoju broni automatycznej i nigdy nie zdobyły szerszej popularności.

## Historia

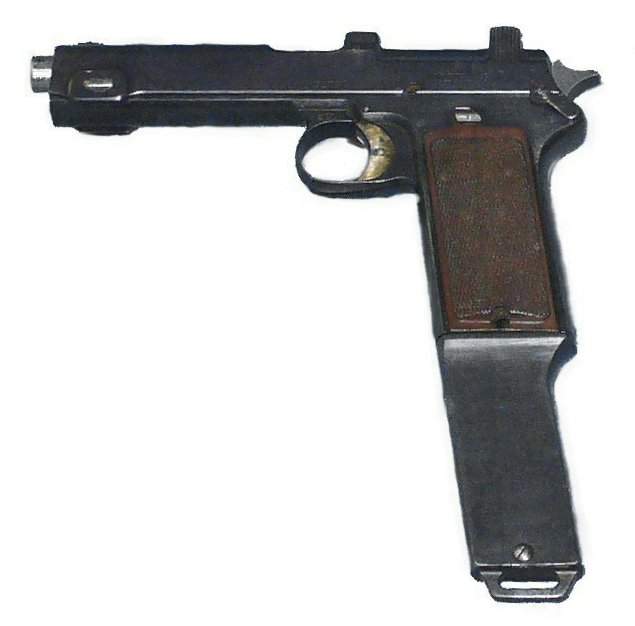
Steyr M1912/P16. Pierwszy seryjnie produkowany pistolet automatyczny

Na początku XX wieku podstawową broń indywidualną żołnierzy stanowiły karabiny powtarzalne, cechujące się dużą celnością i donośnością, ale jednocześnie  znacznymi gabarytami, wagą i niską szybkostrzelnością. Mankamenty te zaczęły być szczególnie dotkliwe w czasie I wojny światowej, która w dużej mierze przybrała charakter wojny pozycyjnej połączonej ze starciami na krótkim dystansie w ciasnych okopach. Aby dostosować wyposażenie żołnierzy do takich warunków podejmowano różne próby wprowadzania do uzbrojenia broni bardziej kompaktowej i szybkostrzelnej. 
Jednym z pomysłów powstałym w armiach państw centralnych było wyposażanie oddziałów szturmowych w pistolety samopowtarzalne z dołączanymi kolbami co czyniło z nich broń zbliżoną funkcjonalnie do „karabinka samopowtarzalnego”. Za przykład tego typu konstrukcji może posłużyć pistolet Mauser C96, a także P08 Parabellum (wyposażany dodatkowo w powiększany 32 nabojowy magazynek).
Pozytywne doświadczenia zainicjowały kolejny krok na drodze zwiększenia siły ognia tego typu broni, a mianowicie wyposażenie jej w możliwość prowadzenia ognia ciągłego. Zgodnie z takimi założeniami, w armii niemieckiej opracowano prototyp pistoletu Parabellum wyposażony w przełącznik rodzaju ognia. Powstała broń wykazywała się jednak bardzo wysoką szybkostrzelnością teoretyczną, doprowadzającą do częstych zacięć i dużego rozrzutu pocisków. W efekcie mimo dalszych prób dopracowania pistoletu pozostał on w fazie prototypu. Większy sukces na tym polu osiągnięto natomiast w armii austro-węgierskiej wprowadzając do seryjnej produkcji pistolet Steyr M1912/P16 będący modyfikacją standardowego pistoletu samopowtarzalnego Steyr M1912 z dodatkowo powiększonym magazynkiem oraz mechanizmem spustowym umożliwiającym strzelanie seriami. M1912/P16 okazał się jednak bronią mało praktyczną, dlatego też jego produkcja była niewielka. Wkrótce zaczęto również opracowywać klasyczne pistolety maszynowe (np. niemiecki MP18), które okazały się bronią dalece skuteczniejszą i praktyczniejszą od pistoletów automatycznych.

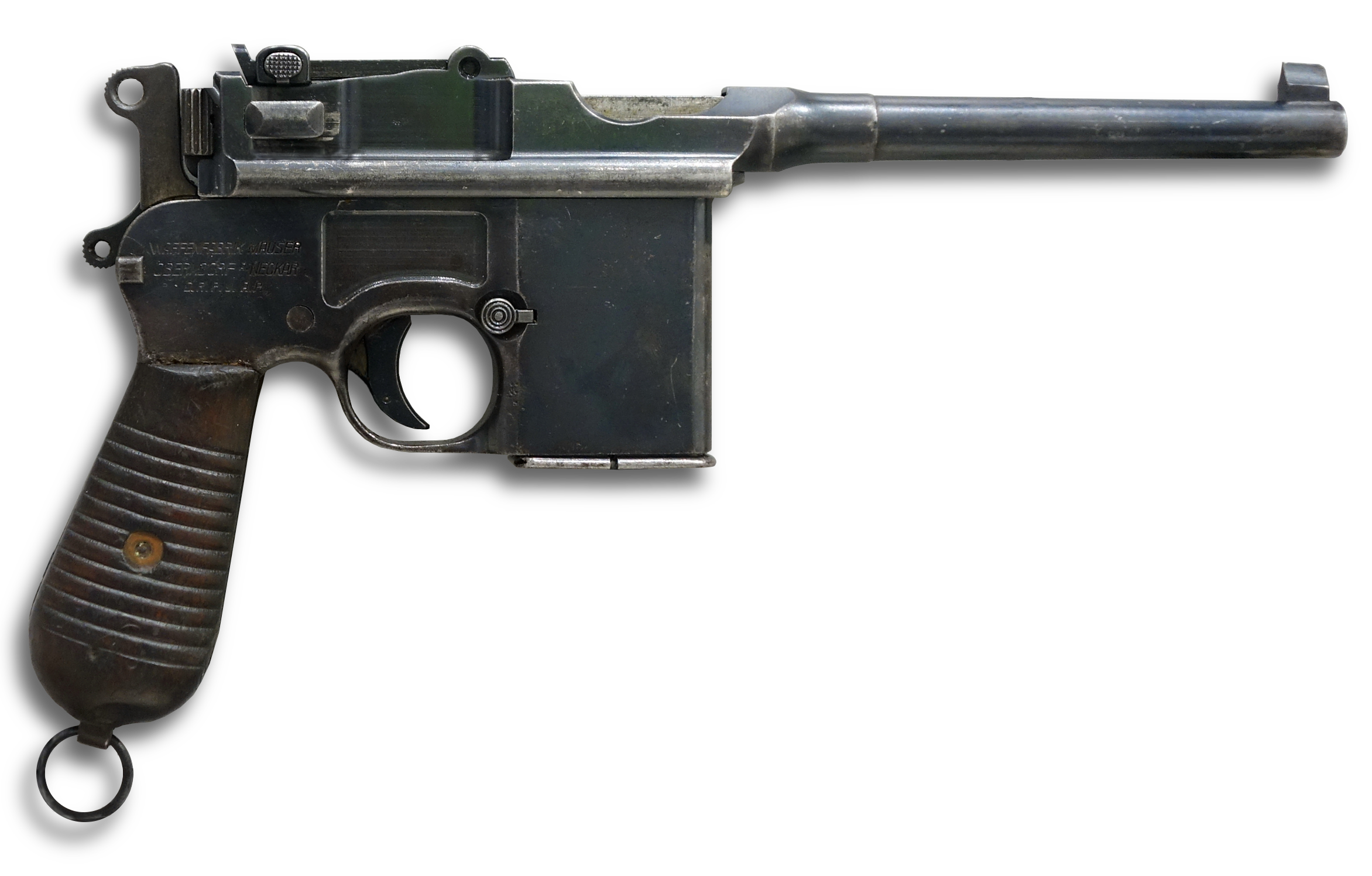
Mauser M712

W dwudziestoleciu międzywojennym, broń tego typu ponownie powróciła na rynek broni krótkiej za sprawą popularności hiszpańskich pistoletów Astra (serii  901, 902, 903 i 904). Spotkało się to również z odpowiedzią niemieckiego Mausera, który wprowadził do oferty automatyczną wersję Mausera C96 (Mauser M712 Schnellfeuerpistole), produkowaną  na eksport, choć w trakcie II wojny światowej w niewielkich ilościach wykorzystywaną również przez Waffen-SS.

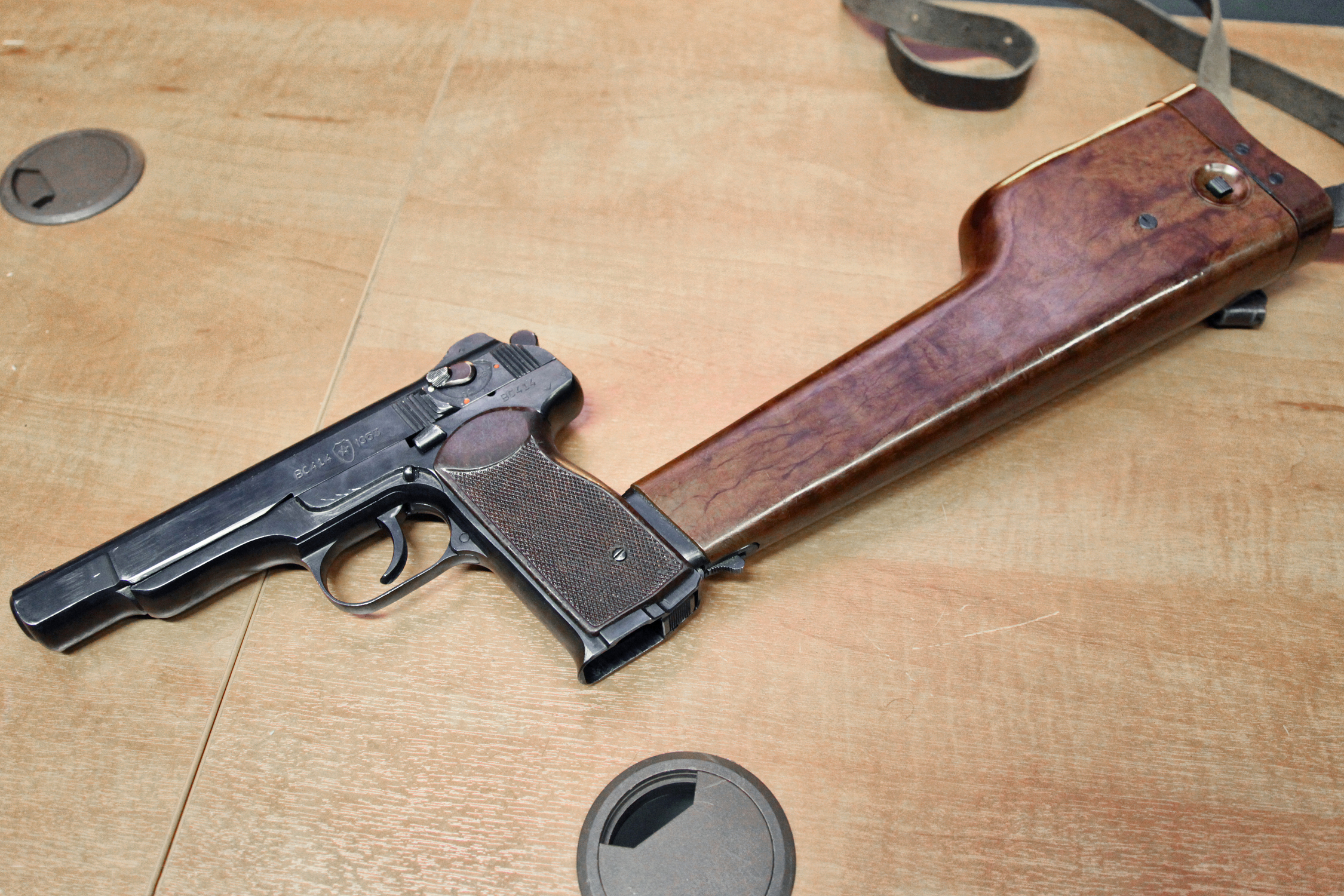
Pistolet Stieczkin APS z dołączoną kolbo-kaburą

W latach 50 XX wieku w ZSRR postanowiono opracować pistolet automatyczny na potrzeby załóg pojazdów bojowych Armii Radzieckiej. Wiązało się to z wycofywaniem z uzbrojenia pistoletów maszynowych zastępowanych przez karabinki automatyczne AK. Uznano, że nowe karabinki mają zbyt duże gabaryty, natomiast pistolety samopowtarzalne PM zapewniają zbyt małą siłę ognia. Rozwiązanie pośrednie (względem siły ognia i gabarytów) miał zapewnić pistolet automatyczny APS z dołączaną kolbo-kaburą. Nowa broń okazała się jednak kosztowna w produkcji i niewygodna w użytkowaniu dla załóg pojazdów (ciężka i duża kolbo-kabura którą łatwo zahaczano o wystające elementy). Ostatecznie dla załóg wprowadzono karabinki AK ze składanymi kolbami (AKS), natomiast pistolety APS wycofano, przenosząc je w niewielkiej liczbie do sił specjalnych.
W latach 70 XX wieku firma Heckler & Koch próbowała zainteresować niemiecką policję swoim pistoletem HK VP70, jednak i w tym przypadku nie dostrzeżono szczególnych zalet tego typu broni, uznając za sensowniejsze kompaktowe pistolety maszynowe MP5K i MP5KA1. Analogiczna sytuacja spotkała również pistolety rozwijane w innych państwach, jak np. włoskie Beretty 951R i 93R, czeskiego CZ 75 FULL AUTO czy austriackiego Glocka 18, które nie zdobyły szerszej popularności.
Pomimo że koncepcja podobnej broni regularnie powraca pistolety automatyczne pozostają ślepą uliczką w rozwoju broni automatycznej, ustępując praktyczniejszym pistoletom samopowtarzalnym i maszynowym, nie potrafiąc uplasować się jako sensowne rozwiązanie pośrednie pomiędzy tymi dwiema konstrukcjami.